# Wodnik guamski
Wodnik guamski (Hypotaenidia owstoni) – gatunek nielotnego ptaka z rodziny chruścieli (Rallidae). Endemit wyspy Guam. Od 1994 uznawany za gatunek wymarły na wolności, od 2019 za gatunek krytycznie zagrożony.

## Taksonomia
Po raz pierwszy gatunek opisał Walter Rothschild w 1895, nadając mu nazwę Hypotaenidia owstoni. Wodnik guamski był później umieszczany w rodzaju Gallirallus, ale obecnie Międzynarodowy Komitet Ornitologiczny (IOC) i inni autorzy ponownie zaliczają go do rodzaju Hypotaenidia. Jest on gatunkiem monotypowym.

## Morfologia
Długość ciała wynosi około 28 cm; masa ciała samców 174–303 g, samic 170–274 g. Ptaki obydwu płci są podobnie upierzone. Samice są mniejsze. Głowa, szyja i przechodzący przez oko pasek brązowe. Gardło i górna część piersi szare. Skrzydła krótkie, ciemne z brązowymi kropkami i białymi paskami. Niższa część piersi, brzuch, pokrywy podogonowe i sterówki czarniawe, pokryte białymi paskami. Dziób szary, tęczówka czerwona (według innego źródła brązowa), stopy ciemnobrązowe.

## Zasięg występowania
Endemit wyspy Guam, obecnie wymarły na wolności.

## Ekologia i zachowanie
Wodniki guamskie są prawie całkowicie nielotne; zdołają przelecieć 1–3 m. Zamieszkiwały większość dostępnych na Guam środowisk: lasy, sawannę, zakrzewienia, trawiaste obszary z roślinnością wtórną, zarośla paproci i tereny rolnicze. Są wszystkożerne, ale zdają się preferować pokarm zwierzęcy. Zjadają ślimaki, scynki, gekony, bezkręgowce i padlinę, zaś z pokarmu roślinnego – nasiona, liście palm, pomidory, melony i kwiaty. Ptaki te najaktywniejsze są o świcie i o zmierzchu; pokarm zdobywają również w nocy. Są to ptaki skryte. Odzywają się głośnym przeszywającym gwizdem lub serią gwizdów.

### Lęgi
Wodniki guamskie gniazdują cały rok, jednak najintensywniejszy przebieg sezonu lęgowego przypada na okres od czerwca do listopada. Gniazda ulokowane są na ziemi w gęstej trawie. Zniesienie liczy 1–4 (zwykle 3–4) jaja. Inkubacja trwa 20–21 dni, jaja wysiadywane są przez obie płci. Pisklęta opuszczają gniazdo w ciągu 24 godzin od wylęgu; są karmione i znajdują się pod opieką obojga rodziców; masę ciała dorosłych osobników osiągają po 7 tygodniach. Dojrzałość płciową uzyskują w wieku 4 miesięcy. Liczba lęgów podczas jednego roku nieznana.

## Status i zagrożenia
Od 1994 IUCN uznawała wodnika guamskiego za gatunek wymarły na wolności (EW, Extinct in the Wild), w 2019 zmieniła status gatunku na krytycznie zagrożony (CR, Critically Endangered). Katastrofalne skutki dla gatunku przyniosło pojawienie się na wyspie węża, mangrowca brunatnego (Boiga irregularis) w latach 50. XX wieku. W 1984 rozpoczęto rozmnażanie wodników guamskich w niewoli. Od 1987 podejmuje się próby introdukowania wodnika guamskiego na pobliską wolną od węży wyspę Rota. W 1999 wprowadzone tam ptaki po raz pierwszy się rozmnożyły. Pod koniec 1998 niektóre ptaki wychowane w niewoli wprowadzono na objęty ochroną obszar na północy wyspy Guam, liczący 24 ha powierzchni. Ptaki wyprowadziły nawet lęgi, jednak populacja ta wymarła. 15 listopada 2010 szesnaście osobników wypuszczono na Cocos Island. W 2012 podjęły próbę rozrodu. Każdego roku na wyspie Rota wypuszcza się około 100 osobników. Nie są znane przyczyny niepowodzenia niektórych introdukcji na Rota. Za wymarcie reintrodukowanej na Guam populacji odpowiada drapieżnictwo ze strony zdziczałych kotów.